# Det långa 1800-talet
Det långa 1800-talet är en term myntad av den engelske historikern Eric Hobsbawm. Uttrycket syftar till att komma runt problemet med epokers indelning i århundraden. Det långa 1800-talet börjar sålunda 1789 med den franska revolutionen och slutar 1914 i och med första världskrigets utbrott, men lokalt talar man också om olika längd i olika delar av världen.
Den svenska historie-TV-serien Max 1800-tal från 2009 använde begreppet för att behandla epoken 1789-1914.

### Fotnoter
1. ↑  Synnöve Clason (27 april 2012). ”Hela världen skakades om av 1800-talet”. Svenska dagbladet. http://www.svd.se/hela-varlden-skakades-om-av-1800-talet. Läst 24 september 2016.